# Мајка отаџбина зове!
Мајка Отаџбина зове! (рус. Родина-мать зовёт!) је статуа на Мамајев Кургану у Волгограду, Русија направљена у знак сећања на Стаљинградску битку. Обликовали су је истакнути руски вајар и уметник српског порекла Јевгениј Вучетић и архитекта Николај Никитин. За највишу грађевину на свету је проглашена 1967, као последња нерелигијска статуа која је проглашена највишом. Упоређујући са каснијим високим споменицима, статуа Мајка отаџбина зове!, знатно је сложенија са инжењерске тачке гледишта, због карактеристичног става са мачем у десној руци подигнутим високо увис, и левој руци која позива „у одбрану отаџбине“. Технологија којом је статуа направљена се такође може видети у кули Остакино у Москви.

## Изградња и посвећеност
„Дејствујући на основу вашег наређења, 2. фебруара 1943. у 16.00 армија Донског фронта потукла је и уништила непријатељски обруч у Стаљинграду“. Овај историјски документ ставио је тачку на врло сложену битку за ослобођење Стаљинграда, 25 година касније овековечену у грандиозном меморијалном комплексу „Херојима Стаљинградске битке“. Комплекс „Херојима Стаљинградске битке“ на Мамајевом кургану подигнут је према пројекту Јевгенија Вучетича, изванредног совјетског вајара. Његово дело је и споменик „Мајка Отаџбина“ у Кијеву и „Споменик војнику ослободиоцу“ у Берлину.
Савет министара Руске Совјетске Федеративне Социјалистичке Републике 1958. је донео одлуку да се започне са изградњом споменика према Вучетичевом пројекту. Обимни грађевински радови трајали су све до 15. октобра 1967, када је свечано откривен споменик гигантских размера, посвећен догађајима из Другог светског рата. Меморијални комплекс заузима површину од 26 хектара. Јединствена архитектонско-вајарска композиција дугачка је километар и по. Сам Вучетич је овако описао своје дело: „Трудили смо се да дочарамо пре свега несаломиви морал и дух совјетских бораца и њихову потпуну преданост Отаџбини“. Управо та идеја повезује елементе ансамбла: Трг бораца на живот и смрт; зидове-рушевине са херојским барељефима бранилаца Стаљинграда, посвећеним одбрани са једне стране, и нападу са друге; Трг хероја са шест скулптуралних група које симболизују подвиге бранилаца; Дворану ратне славе са Вечним огњем у облику бакље, чврсто стегнуте у руци; Трг жалости са скулптуром мајке која оплакује палог хероја; Ратничко меморијално гробље и, најзад, централна скулптура меморијалног ансамбла – монумент „Мајка Отаџбина зове!“
Када је направљена 1967. била је највећа грађевина на свету, висине 87 метара од дна постоља до врха мача. Скулптура жене без мача је висока 52 метра, а сам мач износи 33 метара. Одмах по завршетку борбених дејстава у Стаљинграду погинули борци су сахрањени на Мамајевом кургану. Од подножја до врха узвишења, где су премештени посмртни остаци 34.505 војника који су бранили град, води 200 гранитних степеника. Степеници симболизују 200 дана крваве борбе. Ту се налази и 35 гранитних спомен-плоча Хероја Совјетског Савеза. За изградњу споменика употребљено је 5500 тона бетона и 2400 тона метала, а за ојачање темеља насуто је 150 хиљада тона земље. Костур од армираног бетона изнутра се састоји од засебних ћелија, односно комора, а придржава се затегнутим сајлама које су смештене унутар скулптуре. Свака сајла је тешка 60 тона. Статуа Домовина-мајка зове се налази на застави и грбу Волгоградске области.

## Узор и надахнуће
Према неким изворима, статуа је надахнута статуом Нике са Самотраке, грчке богиње победе. У близини статуе „Мајка отаџбина зове!“ су сахрањени Маршал Совјетског Савеза Василиј Чујков, као и познати совјетски снајпериста Василиј Зајцев који је заслужан за убиство 225 немачких војника и официра и њихових савезника (укључујући и 11 непријатељских снајпериста).
Мамајев курган је 2008. народним гласањем убројан међу седам чуда Русије. Ансамбл је исте године добио статус федералног споменика и уједињен је са другим важним историјским објектом Волгограда – музејем-панорамом „Стаљинградска битка“. Преко три милиона људи сваке године долази у Волгоград да се попне на врх Мамајевог кургана, стопама хероја-бранилаца отаџбине. Тек 2045, на стогодишњицу победе у Другом светском рату, моћи ћемо да сазнамо какву поруку су својим потомцима оставили хероји Стаљинградске битке. Управо тада ће бити отворена капсула са поруком коју су ратни ветерани 1970. похранили на територији меморијалног комплекса.

## Структурални проблеми
Статуа се тренутно нагиње услед промена токова подземних вода које изазивају померање темеља и нагињање се све више истиче. Статуа није причвршћена за темељ, већ се ослања само својом тежином. Померена је за 20 центиметара, и процењује се да ће се срушити услед даљег померања. Док локалне власти поричу да је статуа у опасности, радови на рестаурацији и очувању почели су 2010.